# Вулиця Кріш’яня Барона (Рига)
Вулиця Кріш’я́ня Ба́рона (латв. Krišjāņa Barona iela) — вулиця в Центральному районі Риги, в околицях Центру та Ґрізинькалнсу. Вулиця бере початок на бульварі Аспазіяс і закінчується на перехресті з вулицею Брівібас. Вона складається з двох дорожніх смуг, по одній у кожному напрямку. Посередині знаходяться трамвайні рейки, але на відрізку з вулиці Пернавас до вулиці Брівібас рейки розташовані вздовж обох боків вулиці. Загальна довжина вулиці — 3020 метрів.

## Історія
Вулиця Кріш’яня Барона заснована в 1858 році під час скопування Ризьких валів; поєднувала вулицю Петербурзького передмістя Лиела Піртс через міст на Міському каналі із Вецригою, таким чином даючи продовження вулиці Аудею в районі бульвару. Новостворена вулиця була названа вулицею Суворова (на честь тогочасного Балтійського генерал-губернатора Олександра Суворова). У 1874 році цією вулицею розпочав рух омнібус, із 1900 року нею курсує електричний трамвай. У 1923 році перейменована на честь фольклориста Кріш’яниса Баронса, який у 1919—1923-му роках жив у 3-му будинку по цій вулиці.
Восени 2015 року розпочато реконструкцію, метою якої є відновлення покриття по всій довжині й прокладення велодоріжки по обидва боки вулиці.

## Забудова
Забудова неодноманітна. На початку вулиці (до теперішньої вулиці Елизабетес) знаходиться дуже репрезентабельна кам’яна забудова другої половини XIX століття. На відрізку від сучасної вулиці Елизабетес до вулиці Бруніниеку переважають багатоповерхові кам’яні будинки, що здавалися в оренду; вони побудовані в кінці XIX—на початку XX століття, коли передміську стару дерев’яну забудову замінили багатоповерхові кам’яні будівлі. Дерев’яні будівлі в цій частині вулиці будувалися до 1885 року.
Важливою значною архітектурною пам’яткою є будівля № 1 (1873—1875 роки, архітектор Янис Фрідріхс Бауманис), де знаходиться Латвійська академія музики імені Язепса Вітолса, а також будівля № 12 (1876 рік, архітектори Х. Енде, В. Бекманис), яка відома як «Дім Бен'яминьшів». У радянські часи в будівлі розташовувався Союз письменників, композиторів та художників, а наразі — готель. Оформлення інтер’єру в цій будівлі належить до важливих визначних художніх пам’яток.

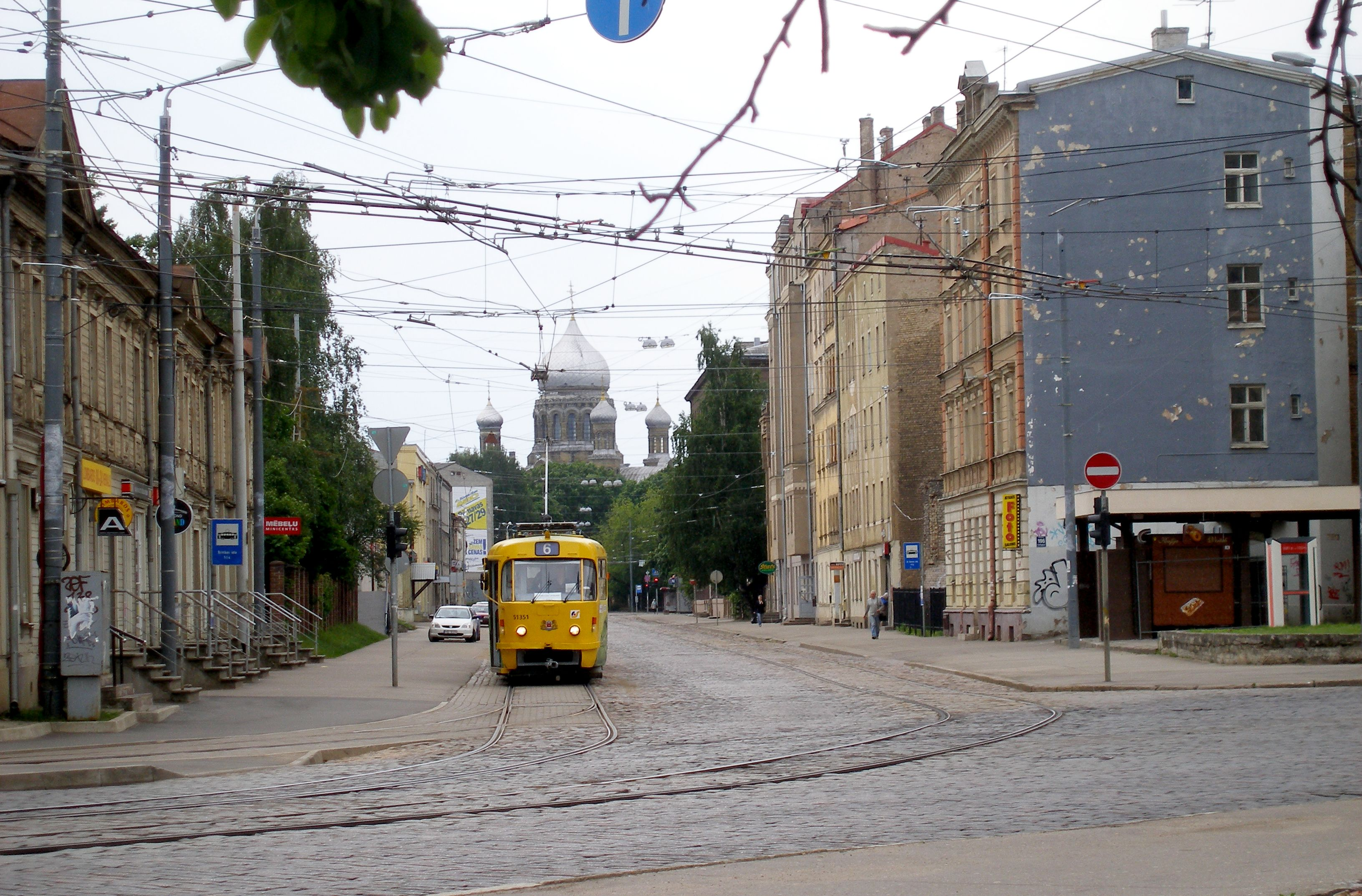
Вулиця Кріш’яня Барона біля вулиці Брівібас

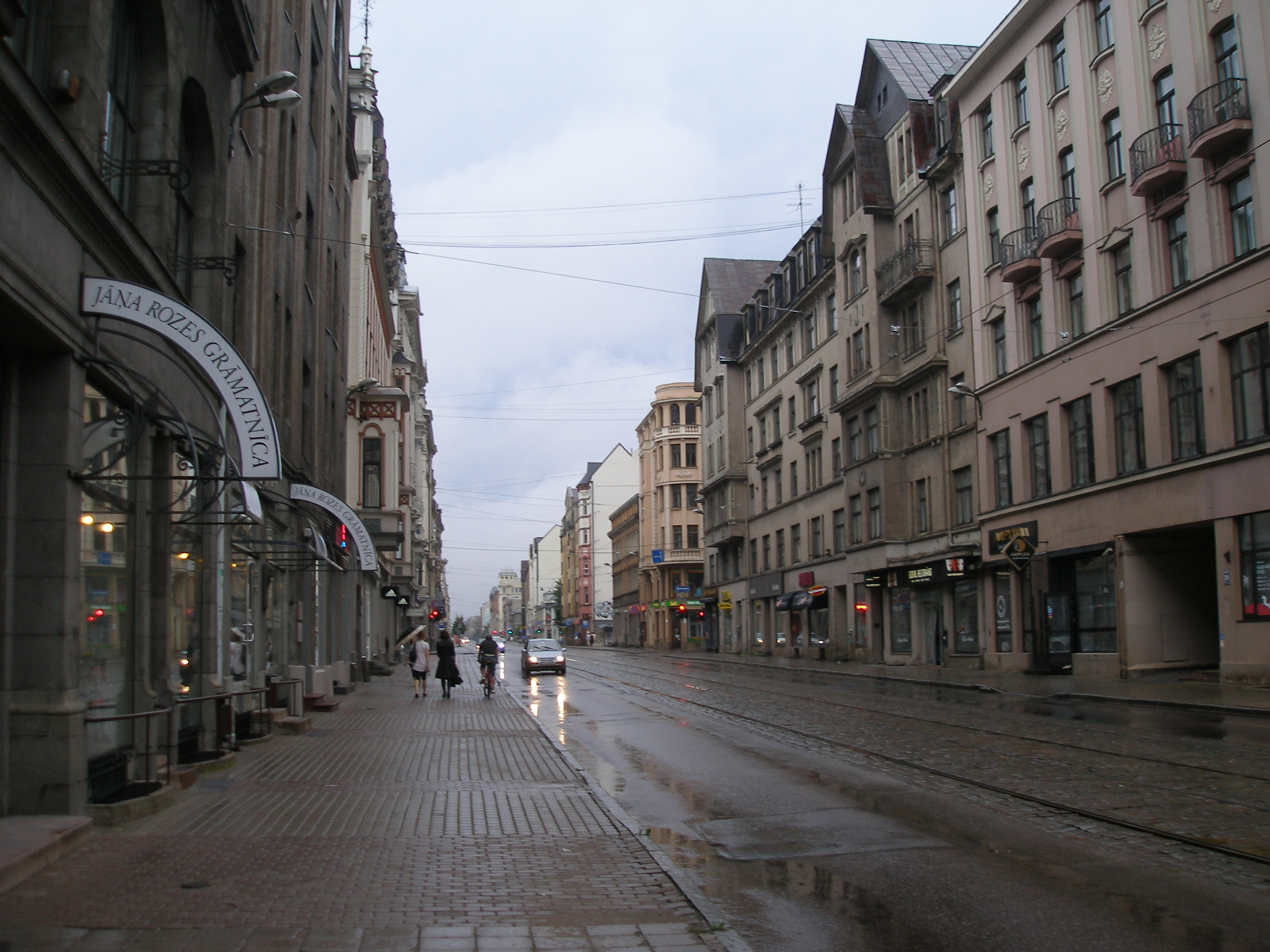
Вулиця Кріш’яня Барона (2010)

## Сполучення вулиць
Вулиця Кріш’яня Барона сполучена з такими вулицями:
- Бульвар Аспазіяс
- Вулиця Радіо
- Бульвар Райня
- Вулиця Мертєля
- Вулиця Алфреда Калниня
- Вулиця Елизабетес
- Вулиця Дзірнаву
- Вулиця Персес
- Вулиця Блауманя
- Вулиця Лачплеша
- Вулиця Дєртрудес
- Вулиця Мартас
- Вулиця Стабу
- Вулиця Бруніниеку
- Вулиця Матиса
- Вулиця Лиелґабалу
- Вулиця Дайнас
- Вулиця Артилеріяс
- Вулиця Таллінас
- Вулиця Ерґлю
- Вулиця Пернавас
- Вулиця Земітана
- Вулиця Брівібас

## Галерея старих зображень

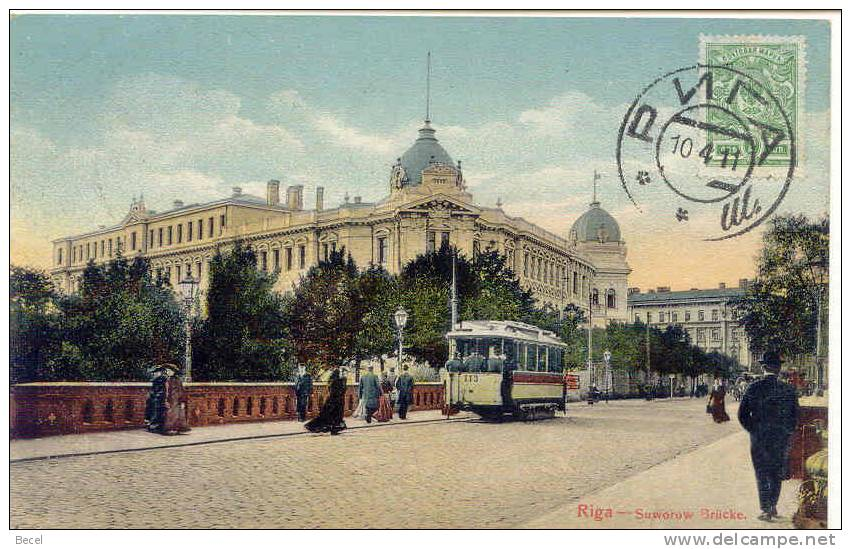
Міст Суворова через Міський канал і Головна поштова будівля
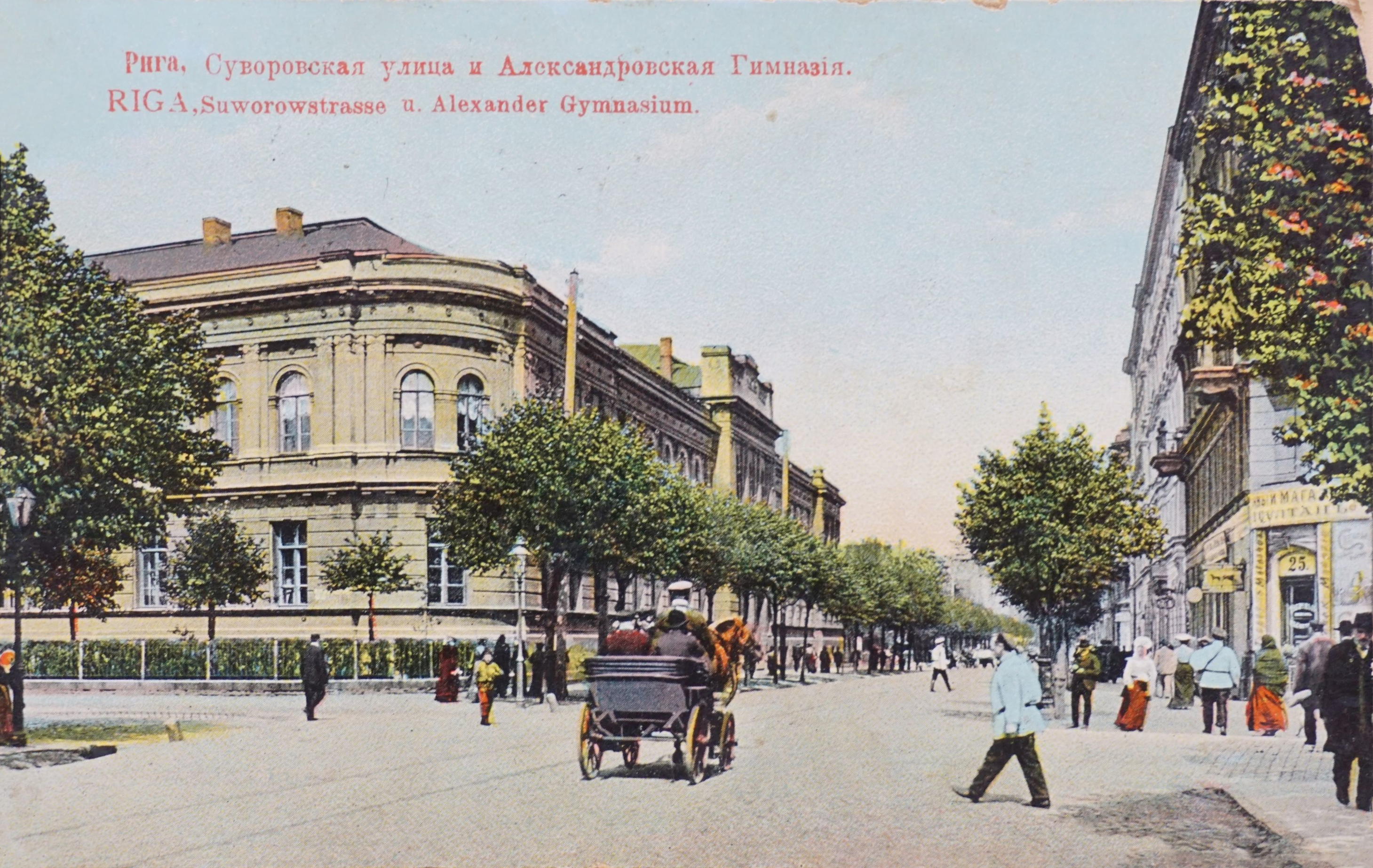
Перехрестя вулиці Суворова й бульвару Троньмантниека (Ризька Олександрівська чоловіча гімназія)
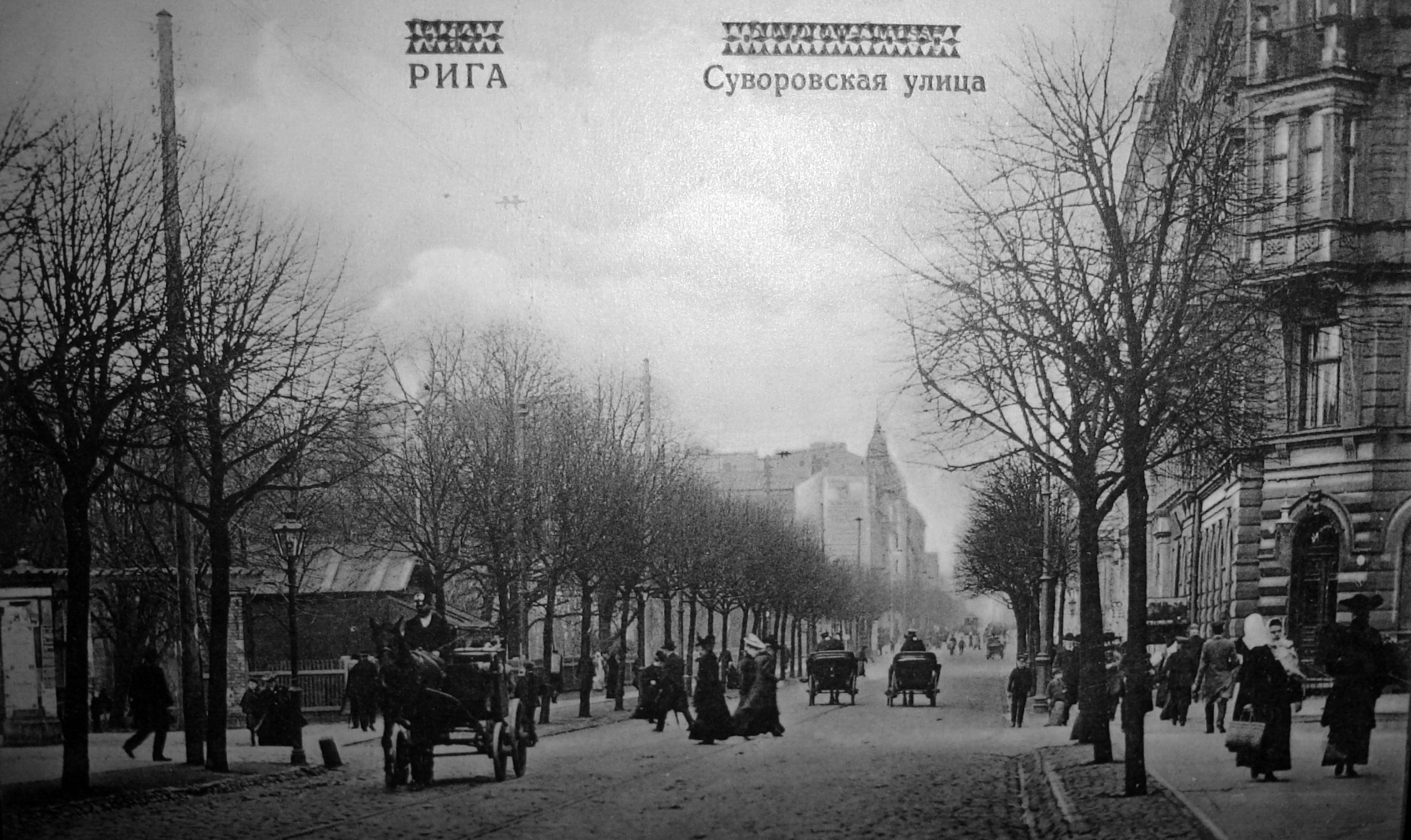
Вулиця Суворова біля саду Верманес перед Першою світовою війною
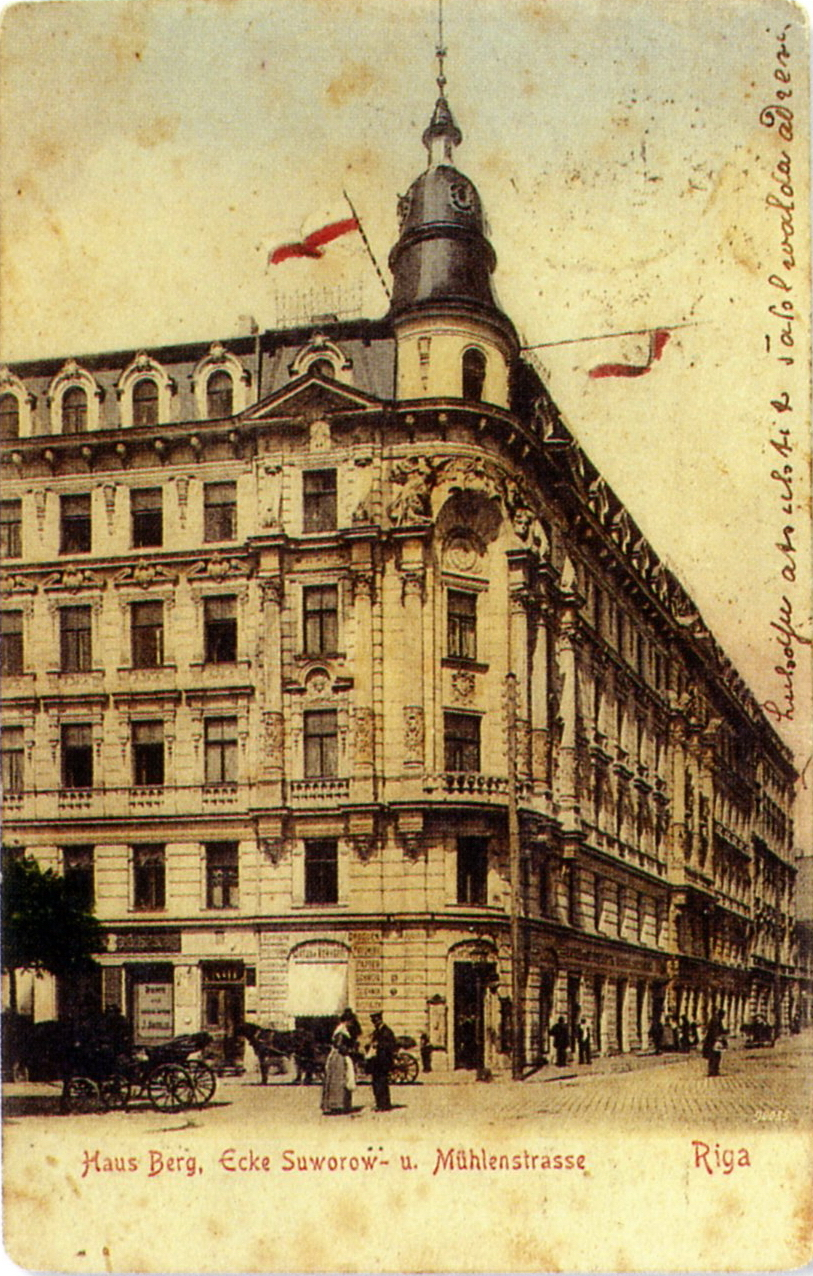
Дім Берґа на перехресті вулиць Суворова та Дзірнаву (1901)

## Виноски
1. ↑  Rīgā sākas Kr.Barona ielas rekonstrukcija; slēgs satiksmi. Архів оригіналу за 4 березня 2016. Процитовано 30 листопада 2016.
2. ↑  Enciklopēdija "Rīga", 1988.gads